# جون أرمسترونغ (لاعب كرة قدم بريطاني)
جون أرمسترونغ (بالإنجليزية: John Armstrong)‏ (5 سبتمبر 1936 في المملكة المتحدة - ) هو لاعب كرة قدم بريطاني في مركز حراسة المرمى. لعب مع نادي بورتسموث ونادي ساوثبورت ونوتينغهام فورست ونادي بارو.

## وصلات خارجية
- جون أرمسترونغ (لاعب كرة قدم بريطاني) على موقع قاعدة بيانات كرة القدم.إي يو (الإنجليزية)